# František Brož
František Brož (10. dubna 1896 Praha – 21. července 1962 Praha) byl český hudební skladatel.

## Život
Vystudoval reálné gymnázium a v roce 1911 vstoupil na Pražskou konzervatoř, kde studoval nejprve housle u Jindřicha Baštaře a později skladbu u Josef Bohuslava Foerstra. Studia završil mistrovským kurzem u Vítězslava Nováka. Po absolutoriu v roce 1924 odešel do zahraničí a byl violistou orchestrů ve Vídni a v Istanbulu.
Po návratu do Čech působil jako sbormistr několika pěveckých sborů v Praze. V roce 1923 byl jako violista jednu sezónu členem České filharmonie. Poté odešel z Prahy a byl ředitelem Městské hudební školy v Hranicích. Zde řídil symfonický orchestr a sbor, se kterým podnikal zájezdy i do zahraničí.
V roce 1940 se vrátil do Prahy, kde učil na hudební škole a dirigoval v operním souboru Studio. Od roku 1945 učil na Pražské konzervatoři hudební teorii a v letech 1947–1950 byl i lektorem na Akademii múzických umění.
Zemřel 21. července 1962 v Praze a je pohřben na Vyšehradském hřbitově.

## Dílo

### Orchestrální hudba
- Faëthon op. 2 (ouvertura – 1924)
- Orchestrální suita op. 10 (1937)
- Symfonie (1953)
- Preludium a fuga Bohatýrská tryzna op. 23 (1954)
- Chromatické variace pro akordeon a orchestr (1956)
- Petr Vok (symfonická báseň)

### Komorní hudba
- Sonáta pro housle a klavír op. 1 (1923)
- Prostá hudba op. 4 (klavír – 1925)
- Smyčcový kvartet f-moll, op. 6 (1929)
- Capriccia pro klavír op. 12 (1936)
- Klavírní trio op. 12 (1936)
- Dechový kvintet op. 15 (1944)
- Suita pro housle op. 17 (1945)
- Jarní sonáta pro violu a klavír op. 18 (1946)
- Fantasie a fuga pro varhany op. 20 (1948)
- Sonáta pro violoncello a klavír op. 25 (1957)

### Ostatní
- Vigilie op. 5 (kantáta na text Otokara Březiny – 1928)
- Pokušení sv. Antonína op.7 (baletní pantomima – 1934)

Četné písně, písňové cykly a sbory.

### Pedagogické práce
- Generálbas a continuo (1948)
- Nauka o hudebních formách (rkp)